# 美絵 (小惑星)
美絵 (みえ、11528 Mie) は、小惑星帯にある小惑星である。
山梨県の八ヶ岳南麓天文台で串田嘉男と村松修が発見した。
1988年から1994年まで天文博物館五島プラネタリウムの職員であった永田美絵に因んで命名された。